# Georges Prêtre
Georges Prêtre (Waziers, 14 agosto 1924 – Castres, 4 gennaio 2017) è stato un direttore d'orchestra francese.

## Biografia
Nato nel dipartimento del Nord, studiò armonia con Maurice Duruflé e direzione d'orchestra prima presso il conservatorio di Douai, poi presso il Conservatoire national supérieur de musique et de danse de Paris con André Cluytens. Nel 1950 sposò il soprano Gina Marny.
Dopo il diploma di trombettista (durante la seconda guerra mondiale peraltro si guadagnò da vivere esibendosi come jazzista al Bobino e in vari locali di Parigi, collaborando anche con l'orchestra di Glenn Miller) iniziò a dirigere in diversi teatri d'opera francesi, alcune volte con lo pseudonimo di Georges Dherain, prima di debuttare nel 1956 all'Opéra-Comique di Parigi in Capriccio di Richard Strauss dirigendo fino al 1963. Nel 1960 diresse la prima rappresentazione nel Théâtre National de l'Opéra-Comique di Volo di notte di Luigi Dallapiccola. Al Grand Théâtre di Ginevra nella stagione 1953/1954 diresse La bella Elena, nel 1956 I racconti di Hoffmann, nel 1959 Evgenij Onegin e Samson et Dalila.
All'Opera di Chicago nel 1959 diresse Thaïs (opera) con Fernando Corena e Leontyne Price.
Nel 1961 debuttò alla Royal Opera House di Londra. Fu per la prima volta al Wiener Staatsoper nel 1962 con Capriccio con Lisa Della Casa e Walter Berry, poi Carmen e Rigoletto, nel 1963 Faust con Wilma Lipp, Madama Butterfly e La bohème con Luciano Pavarotti e Carlo Cava e nel 1964 Otello (Verdi).
Nell'ottobre 1964 fu per la prima volta al Metropolitan Opera House di New York con Samson et Dalila. Fu uno dei direttori preferiti di Maria Callas con cui collaborò, sia in teatro sia in sala d'incisione, in alcune esecuzioni di valore storico, come Carmen e Tosca. Al Metropolitan nel 1965 diresse Faust con Nicolai Gedda, Gabriella Tucci, Cesare Siepi e Robert Merrill, Arabella e Il trovatore e nel 1966 Parsifal con Régine Crespin, La traviata con Anna Moffo e Tristan und Isolde con Birgit Nilsson. Al Met il maestro diresse 101 rappresentazioni fino al 1977.
Al Covent Garden nel 1965 diresse Tosca con Tito Gobbi.
Ripetutamente chiamato, dal 1966, al Teatro alla Scala di Milano con Faust con Gedda, Nicolaj Ghiaurov e Mirella Freni, nel 1968 Turandot con Renato Capecchi e La Valchiria, nel 1969 Roméo et Juliette, nel 1970 Sansone e Dalila con Shirley Verrett, nel 1972 Carmen con Fiorenza Cossotto e José van Dam, nel 1973 [Pelléas et Mélisande, nel 1975 La bohème con Pavarotti, Rolando Panerai ed Ileana Cotrubaș (che sostituì la Freni nella prima rappresentazione), La damnation de Faust con Frederica von Stade e L'Heure espagnole, L'Enfant et les sortilèges e Dafni e Cloe, nel 1976 Werther con Alfredo Kraus, nel 1977 Le martyre de Saint Sébastien di Claude Debussy, nel 1978 Madama Butterfly, un concerto con Yvonne Minton e musiche di Berlioz e Manon Lescaut con Domingo, nel 1980 due concerti, nel 1981 Cavalleria rusticana con Domingo e Pagliacci con Domingo e Juan Pons, nel 1982 un concerto trasmesso da Canale 5 e Les Troyens con Angelo Nosotti, nel 1984 tre concerti, nel 1987 un concerto trasmesso da Canale 5 ed altri tre concerti, nel 1988 un concerto con musiche di George Gershwin trasmesso da Canale 5, nel 1990 un concerto con Aldo Ciccolini, nel 1995 un concerto trasmesso da Rete 4 ed altri tre con musiche di Richard Strauss; nel 1999 Le Martyre de saint Sebastien, nel 2001 sostituì l'appena defunto Sinopoli nella direzione di Turandot, nel 2005 un concerto trasmesso da Retequattro, nel 2006 un concerto con la Sächsische Staatskapelle Dresden, nel 2009 la Sinfonia n.5 di Mahler e un concerto con i Wiener Philharmoniker nel 2010 e 2011.
A Salisburgo nel 1966 diresse un concerto con i Berliner Philharmoniker e Nathan Milstein e nello stesso anno diventò direttore musicale dell'Opéra national de Paris.
Per il Gran Teatro La Fenice di Venezia nel 1967 e nel 1970 diresse un concerto, nel 1971 Roméo et Juliette e un concerto con Alexis Weissenberg, nel 1973 uno con Martha Argerich con musiche di Ravel al Teatro Grande (Brescia), al Teatro comunale Mario Del Monaco e nella Chiesa degli Eremitani di Padova e a Venezia, Le Martyre de saint Sebastien con Lucia Valentini Terrani, Don Carlo con Ghiaurov, Katia Ricciarelli e la Cossotto e Pelléas et Mélisande. Fu anche direttore musicale dell'Opéra national de Paris di Parigi.
Oltre che come operistico, Prêtre è conosciuto come direttore sinfonico, con una predilezione per gli autori francesi, ed in particolare per Francis Poulenc, di cui diresse la prima dell'opera La voix humaine all'Opéra-Comique nel 1959 e Sept répons des ténèbres nel 1963.
Nel 1971 diresse la prima rappresentazione radiofonica nell'Auditorium Rai di Napoli de Il cavaliere della rosa con la Cotrubas. 
Nel 1979 a Chicago diresse Faust con Kraus, Ghiaurov e Freni e L'amore delle tre melarance.
Nel 1980 diresse Otello con Piero Cappuccilli e Margaret Price a Ginevra e L'Enfance du Christ di Hector Berlioz con la Valentini Terrani nella Chiesa di Santo Stefano (Venezia) per La Fenice.
A Venezia per La Fenice nel 1981 diresse la Sinfonia n.8 di Bruckner al Palasport Taliercio, Manon di Massenet e due concerti, nel 1982 Don Quichotte di Massenet con Ruggero Raimondi.
Nel 1983 a Londra diresse Samson et Dalila con Jon Vickers e la Verrett.
Nel 1989 inaugurò l'Opéra Bastille e a Salisburgo diresse Tosca con Anna Tomowa-Sintow ed i Wiener Philharmoniker e la Grande Messe des Morts di Berlioz.
Nel 1991 a Salisburgo diresse un concerto con l'Orchestre national de France e Barbara Hendricks.
A Venezia nel 1992 diresse due concerti, il Concerto di Gala per il Bicentenario e nel 1993 La damnation de Faust. 
Nel 1994 tenne a battesimo la nuova Orchestra sinfonica nazionale della RAI, unificata e riunita a Torino, e nel 1999 diresse una serie di concerti a Parigi per celebrare il centenario della nascita di Poulenc. Nel 1988 Marcel Landowski gli dedicò la sua quarta sinfonia.
Dal 1986 al 1991 fu direttore principale dell'Orchestra Sinfonica di Vienna, succedendo a Gennadij Nikolaevič Roždestvenskij; di tale periodo, artisticamente molto produttivo, restano alcune importanti testimonianze discografiche per le etichette Orfeo ed Erato. Nel 1990 a Vienna diresse Samson et Dalila con Agnes Baltsa e Plácido Domingo e la prima esecuzione assoluta nella Großer Musikvereinsaal del Concerto per 15 solisti e orchestra di Jean Françaix.
Nel 1997 all'Opéra national de Paris diresse Turandot con Barbara Frittoli.
Per La Fenice nel 2001 diresse un concerto al PalaFenice al Tronchetto e nel 2004 al Teatro La Fenice. Il 31 dicembre 2004 ed il 1º gennaio 2005 diresse il Concerto di Capodanno veneziano trasmesso da Rai 1 ed il 30 e 31 dicembre 2008 e il 1º gennaio 2009 tornò a dirigere il Concerto di Capodanno trasmesso da Rai Uno.
Nel 2004 diresse un concerto a Salisburgo, nel 2005 Carmen in forma di concerto con l'Accademia Nazionale di Santa Cecilia all'Auditorium Parco della Musica ripreso dalla Rai.
Il 1º gennaio del 2008 divenne il primo direttore d'orchestra francese a salire sul podio dei Wiener Philharmoniker per il tradizionale Concerto di Capodanno di Vienna, vedendo esaudito il proprio desiderio che aveva espresso in occasione della direzione del Concerto di Capodanno di Venezia: in tale occasione, incluse nel programma una serie di opere della famiglia Strauss con spiccati rimandi alla sua terra natia (ad esempio la Marcia di Napoleone, una polka francese e un valzer parigino). Due anni più tardi, nel 2010, fu chiamato per la seconda e ultima volta a dirigere il concerto di capodanno viennese.

## Discografia parziale
- Gounod, St. Celcilia Mass - Georges Prêtre/Nouvel Orchestre Philharmonique De Radio France/Barbara Hendricks, 1984 EMI
- Mascagni Leoncavallo, Cavalleria rusticana/Pagliacci - Pretre/Domingo/Bruson/Stratas, 1982/1983 CD Philips/Decca e DVD Deutsche Grammophon
- Poulenc: Gloria, Stabat Mater - Barbara Hendricks/Georges Prêtre/Orchestre national de France, 1985 EMI
- Verdi, La Traviata - Georges Prêtre/Caballè-Bergonzi, Milnes/RCA Italiana Opera Orchestra, 1967 BMG
- Bizet, Carmen - Pretre/Callas/Gedda Orch teatro nazionale dell'Opera di Parigi, 1964 EMI
- Donizetti: Lucia di Lammermoor - Georges Pretre/Anna Moffo/Carlo Bergonzi/Mario Sereni/Ezio Flagello/Pierre Duval/RCA Italiana Opera Orchestra, 1966 RCA
- Bizet, Les Pecheurs De Perles - Georges Pretre, 2003 Warner
- Gounod: Faust - Choeurs de l'Opéra National de Paris/Georges Pretre/Jocelynne Taillon/Michele Command/Mirella Freni/Orchestre de l'Opéra national de Paris/Plácido Domingo, 1979 EMI/Warner
- Massenet: Werther - Georges Pretre/Orchestre de Paris, 1969 EMI/Warner
- Milhaud: Music for 2 Pianos - Carnaval d'Aix - Suites - Georges Pretre, 2001 EMI/Warner
- Puccini: Tosca - Maria Callas/Georges Pretre, 1965 EMI
- Ravel: Shéhérazade; 5 Mélodies Populaires Grecques - Georges Pretre/Gonzalo Soriano/Orchestre de la Société des concerts du Conservatoire/Victoria de los Ángeles, 1963/1967 EMI/Warner
- Roussel: Symphony Nos. 2-4 & Ballets - Georges Pretre, 2006 EMI/Warner
- Saint-Saëns: Le carnaval des animaux - Georges Pretre, 2013 EMI
- Maria Callas - Callas À Paris II - Georges Prêtre/Maria Callas/Orchestre de la Société des concerts du Conservatoire, 1995 EMI
- New Year's Day Concert 2008 - Wiener Philharmoniker/Georges Prêtre, 2008 Decca - prima posizione in Austria
- New Year's Day Concert 2010 - Wiener Philharmoniker/Georges Prêtre, 2010 Decca - prima posizione in Austria e decima in Grecia
- Offenbach, Les contes d'Hoffmann (The Tales of Hoffmann) - Pretre/Domingo/Royal Opera Covent Garden, 1999 Kultur Video

## DVD parziale
- Mascagni Leoncavallo, Cavalleria rusticana (film 1982)/Pagliacci (film 1982) - Pretre/Domingo/Bruson/Stratas, regia Franco Zeffirelli, 1982/1983 Deutsche Grammophon

## Riconoscimenti
- Europa Prize (1982)
- Victoire de la Musique Award ("Miglior Conduttore", 1997)